# Hermenegildo Santos
Hermenegildo Chico dos Santos (Kilamba Kiaxi, 16 agosto 1990) è un cestista angolano.

## Carriera
Con l'Angola ha disputato i Campionati mondiali del 2014 e tre edizioni dei Campionati africani (2013, 2015, 2021).